# Goniophysetis malgassellus
Goniophysetis malgassellus is een vlinder van de familie van de grasmotten (Crambidae), uit de onderfamilie van de Glaphyriinae. De wetenschappelijke naam van deze soort is voor het eerst voorgesteld als Leucinocrambus malgassellus door Pierre Viette in een publicatie uit 1960.
De soort komt voor in Madagaskar.